# Суби
Суби — род в составе башкир-минцев. Этноним суби (в формах суба, саба) зафиксирован в составе казахского рода кызылкурт.

## Родовой состав
Родовые подразделения (ара): дистан-сыбы-мин, биккинэ, ишмухамет, кутуш, мырзай, сымсыра, типтяр, шылтрак, янгарыс, яик-сыбы-мин, аккай, аккылай, аккул, балтас, биян, булат, зуфар, кузян, майлы, ногай, рамаш, самбай, сурайман, сэпяш, саубан, сусар, туркмен, тугыз.

## Этноним
Суби, по А.А.Рамаскевичу и С.Л.Волину, от 'субе' (тюркские — субэ, сюйбу — область, край) в формах суби-мин, кубоу - могли означать «край (область) минцев», «удел минцев», «страну минцев».

## Этническая история
Родовые названия суби и кубоу, видимо, возникли на сырдарьинском этапе минской истории. В сообщении «Анонима Искандера» есть сведения о том, что ак-ордынский хан Эрзен, сын Сасы-Буки (имя этого золотоордынского правителя в формах Сасбуга, Сашбуга неизменно присутствует в минских шежере), в непродолжительные годы своего правления (1320—1321 гг.) много людей и родов сделал «участниками общих милостей», раздав им уделы — куби и области — субе. Вероятность этой версии подтверждается общей историей минцев, в частности сырдарьинским её этапом, когда минцы, согласно их собственным сказаниям, вместе с издавна связанными с ними группами кара-китаев, активно участвовали в политических событиях в переживавшем распад Золотоордынском государстве.
У башкир суби-минские и кубоу-минские тамги восходят к общеминской тамге. Это обстоятельство позволяет считать их собственно минскими ответвлениями. При этом минцы включаются исследователями в число родоплеменных групп, связанных в прошлом с монголами. Одним из первых данную версию озвучил Г. Н. Потанин. Согласно Г. Е. Грумм-Гржимайло, часть племени минг (мингат) с территории Монголии была отброшена на запад, где вошла в состав тюркских народов.